# Смолёвка Акинфиева
Смолёвка Аки́нфиева (лат. Siléne akinfijéwii) — многолетнее травянистое растение, вид рода Смолёвка (Silene) семейства Гвоздичные (Caryophyllaceae). Эндемик Центрального Кавказа.
Вид назван И. Ф. Шмальгаузеном в честь И. Я. Акинфиева.

## Синонимы
- Charesia akinfijewii (Schmalh.) E.A.Busch
- Melandrium akinfijewii (Schmalh.) Schischk. — Дрёма Акинфиева[1]
- Silene akinfievii, orth. var.

## Ботаническое описание

### Морфология
Растение высотой 10—30 см с ломкими прямыми или слегка извилистыми стеблями. Все его части покрыты мягким мохнато-железистым опушением.
Листья длиной 2,5—5 см, нижние — продолговатые, на небольшом черешке, верхние — широкояйцевидные, сидячие.
Соцветие дихотомическое (вильчатое), цветки расположены по одному на концах его ветвей. Чашечка цветка цилиндрически-продолговатая, длиной 1,7—1,8 см, шириной 0,7—0,8 см, с острыми треугольными зубцами и 10 лиловыми жилками. Лепестки беловато-зелёные, двухнадрезные с продолговатыми, слабо надрезанными придатками. Цветоножка примерно равна по длине чашечке цветка.
Плод — цилиндрическая коробочка с мелкими коричневыми семенами.

### Экология и распространение
Смолёвка Акинфиева — редкий вид, занесённый в Красную книгу России. Произрастает в районе Главного Кавказского хребта в сопредельных частях Кабардино-Балкарии (в бассейне реки Черек Балкарский) и Северной Осетии (в бассейне реки Урух), а за пределами России — на сопредельной территории Грузии.
Растёт одиночно или небольшими группами на скалах, осыпях и мелкощебнистых участках морен на высоте 1800—3200 метров над уровнем моря. Размножается семенами.